# My Plaything

Обложка фильма My Plaything — Krystal Steal

My Plaything — серия интерактивных порнографических DVD от студии Digital Sin, являющаяся аналогом серии Virtual Sex от Digital Playground и Interactive Sex от Zero Tolerance. Серия отличается от большинства порнографических фильмов тем, что позволяет контролировать актрису, а не быть полностью пассивным зрителем.
Первый фильм серии был выпущен в апреле 2000 года с Джевел Де’Нил в главной роли. Позже были выпущены фильмы с Терой Патрик, Стейси Валентайн, Дженной Джеймсон, Сильвией Сэинт, Мико Ли, Gauge, Кайли Айрлэнд, Моникой Свитхарт, Кармен Луваной, Сабрин Мауи, Ритой Фалтояно, Кристал Стил, Маккензи Ли, Эми Рид, Шайлой Стайлз, Бри Беннетт и Лекси Белл.

## Награды
- 2003 XRCO Award — 'Best Girl-Girl Scene' за сцену с участием Дженны Джеймсон и Кармен Луваны в фильме My Plaything: Jenna Jameson 2[1]
- 2004 AVN Award — 'Best Best Interactive DVD' за фильм My Plaything: Jenna Jameson 2[2]
- 2009 AVN Award — 'Best Interactive DVD' за фильм My Plaything: Ashlynn Brooke[3]